# Episodi di Ein Bayer auf Rügen (terza stagione)
La terza stagione della serie televisiva Ein Bayer auf Rügen è stata trasmessa in anteprima in Germania da Sat.1 tra il 20 febbraio 1995 e l'8 novembre 1995.
| nº | Titolo originale                 | Titolo italiano | Prima TV Germania | Prima TV Italia |
| -- | -------------------------------- | --------------- | ----------------- | --------------- |
| 1  | Die ungleichen Brüder            | inedito         | 20 febbraio 1995  | inedito         |
| 2  | Aschenputtel und der gute Vetter | inedito         | 27 febbraio 1995  | inedito         |
| 3  | Die glorreichen Sieben           | inedito         | 6 marzo 1995      | inedito         |
| 4  | Schiffe versenken                | inedito         | 13 marzo 1995     | inedito         |
| 5  | Hunde, die beißen...             | inedito         | 20 marzo 1995     | inedito         |
| 6  | Der Berg ruft                    | inedito         | 27 marzo 1995     | inedito         |
| 7  | A bisserl was geht allerweil     | inedito         | 3 aprile 1995     | inedito         |
| 8  | Lawinengefahr                    | inedito         | 10 aprile 1995    | inedito         |
| 9  | Die Heimkehr                     | inedito         | 24 aprile 1995    | inedito         |
| 10 | Die Drücker                      | inedito         | 8 maggio 1995     | inedito         |
| 11 | Der lange Weg                    | inedito         | 18 ottobre 1995   | inedito         |
| 12 | Mit roher Gewalt                 | inedito         | 25 ottobre 1995   | inedito         |
| 13 | Kidnapper                        | inedito         | 1º novembre 1995  | inedito         |
| 14 | Schöner fremder Mann             | inedito         | 8 novembre 1995   | inedito         |